# Липуш (гмина)
Липуш (пол. Lipusz) — сельская гмина (волость) в Польше, входит как административная единица в Косцежский повет, Поморское воеводство. Население — 3360 человек (на 2004 год).

## Демография
| Перепись                       | Всего   | Всего | Женщины | Женщины | Мужчины | Мужчины |
| ------------------------------ | ------- | ----- | ------- | ------- | ------- | ------- |
| Единицы                        | человек | %     | человек | %       | человек | %       |
| Население                      | 3360    | 100   | 1635    | 48,7    | 1725    | 51,3    |
| Плотность населения (чел./км²) | 30,8    | 30,8  | 15      | 15      | 15,8    | 15,8    |

## Соседние гмины
1. Гмина Дземяны
2. Гмина Косцежина
3. Гмина Пархово
4. Гмина Суленчино
5. Гмина Студзенице